# Chora fulva
Chora fulva är en fjärilsart som beskrevs av Bethune-Baker 1906. Chora fulva ingår i släktet Chora och familjen trågspinnare. Inga underarter finns listade i Catalogue of Life.